# Krzysztof Cander

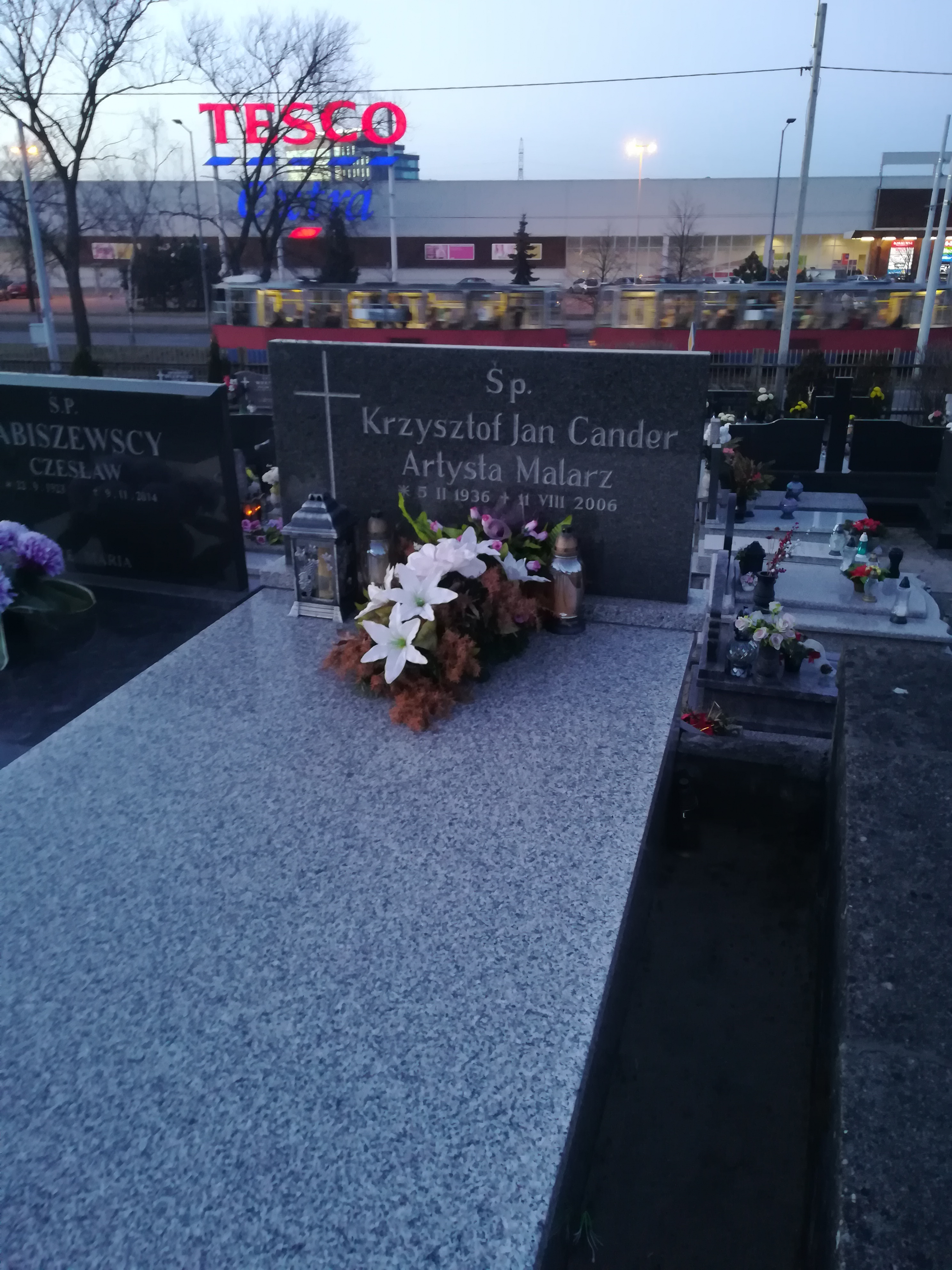

Krzysztof Jan Cander (ur. 5 lutego 1936 w Ostrowie Wielkopolskim, zm. 11 sierpnia 2006 w Bydgoszczy) – polski malarz.

## Życiorys
W 1939 roku zamieszkał wraz z rodziną na Pomorzu, w domu dziadka w Wąbrzeźnie. Podczas okupacji ojciec udzielał mu pierwszych lekcji rysunku. Głównym przedmiotem zajęć było rysowanie motywów architektonicznych z natury.
W 1947 roku rodzina Canderów przeniosła się do Kalisza, gdzie Krzysztof zaczął uczęszczać na zajęcia Ogniska Kultury Plastycznej. W tym czasie był również ministrantem w kościele pw. św. Mikołaja, gdzie miał okazję z bliska podziwiać wspaniały obraz Rubensa „Zdjęcie z krzyża”. Zachwyt nad tym dziełem sprawił, że w wieku dwunastu lat podjął decyzję o swoim przyszłym zawodzie.
W latach 1951–56 uczęszczał do Państwowego Liceum Sztuk Plastycznych w Poznaniu i mieszkał w Internacie Szkół Artystycznych. W tym okresie spędził wiele czasu w poznańskim muzeum ugruntowując swoje poglądy artystyczne i przywiązanie do tradycji.
Po zdaniu matury w 1956 roku podjął studia w pracowni prof. Kazimierza Śramkiewicza na Wydziale Malarstwa w Państwowej Wyższej Szkole Sztuk Plastycznych w Gdańsku. W kolejnych latach kontynuował naukę w pracowni prof. Stanisława Borysowskiego. W trakcie studiów przez rok prowadził Galerię w Klubie Studentów Wybrzeża „Żak”. Studia ukończył w 1963 roku uzyskując dyplom z wyróżnieniem.
Na skutek restrykcyjnych przepisów meldunkowych musiał opuścić Gdańsk. Zamieszkał w Grudziądzu, gdzie podjął pracę początkowo w dekoratorni i szkole średniej, wkrótce jako asystent Działu Sztuki w Muzeum i wreszcie jako projektant wnętrz. W 1969 roku po indywidualnej wystawie w Warszawie rozpoczął współpracę z Galerią Sztuki Współczesnej „DESA”; dzięki częstym sprzedażom swoich prac zagranicę, w 1974 roku zrezygnował z pracy etatowej i poświęcił się wyłącznie pracy twórczej.
W latach 70. odbył podróże artystyczne do Berlina, Drezna, Lipska, Moskwy, Leningradu, Bukaresztu, Transylwanii i Budapesztu. Od 1965 roku był członkiem Zarządu Okręgu ZPAP w Bydgoszczy; przez dwie kadencje był członkiem Rady Artystycznej Sekcji Malarstwa Zarządu Głównego w Warszawie. W okresie PRL należał do PZPR.
W 1978 roku zamieszkał z rodziną w Bydgoszczy. Od 1981 roku podjął pracę jako wykładowca w Zakładzie Malarstwa na Wydziale Sztuk Pięknych UMK w Toruniu. W 1985 roku uzyskał tytuł docenta macierzystej uczelni w Gdańsku oraz powierzono mu zorganizowanie Zakładu Rysunku na Wydziale Sztuk Pięknych UMK w Toruniu.
W grudniu 1990 roku otrzymał nominację na stanowisko profesora nadzwyczajnego, a w 1998 od Prezydenta RP tytuł naukowy profesora. Na uczelni toruńskiej pracował do 2006 roku. Prace artysty znajdują się w wielu zbiorach muzealnych w kraju oraz w licznych kolekcjach prywatnych na całym świecie.

## Odznaczenia
- Krzyż Kawalerski Orderu Odrodzenia Polski – 2005[3]

## Publikacje
- Jadwiga Drozdowska, Krzysztof Cander (1936-2006), „Kalendarz Grudziądzki”, ISSN 1427-700X, 12, 2008
- Krzysztof Cander, Rytm świata (wybór i opracowanie Jan Kaja (artysta), Jacek Soliński), Galeria Autorska 2007